# 鈴木K族引擎
鈴木K系列引擎是日本鈴木公司自1994年9月起開發製造的往復式汽油引擎，前代產品為鈴木F系列引擎，後繼產品則是鈴木R系列引擎。

## 概要
相較於舊世代F族引擎之汽缸本體以鑄鐵製成，K族引擎改採鋁合金壓鑄而成，故較為輕量化。此外，驅動凸輪軸的方式為正時鏈條，這是該公司汽車用引擎中首度使用。此族引擎的汽門驅動方式全部採DOHC形式，至於汽門數目則採用相當於進氣2、排氣2的4汽門方式。此族引擎多數搭載於鈴木產製的輕型車、緊湊型車等，自2013年8月份起K6A型亦供應給英國卡特漢姆汽車，以搭載於入門等級的復古跑車卡特漢姆7 160/165上，卡特漢姆汽車亦將其馬力輸出調高至80ps。

## K6A型
排氣量658c.c.的K6A型，缸徑和衝程是68.0mm×60.4mm，壓縮比可分成自然進氣（10.5：1）、渦輪增壓（8.4 / 8.6 / 8.9：1）、直噴渦輪增壓（9.0：1）、CNG（12.5：1）等。至於馬力和扭力表現則為：
- 自然進氣
  - 54ps / 6,500rpm、6.4kg·m / 3,500rpm（VVT）
  - 54ps / 6,500rpm、6.2kg·m / 4,000rpm
  - 49ps / 5,800rpm、6.3kg·m / 4,000rpm
  - 46ps / 6,000rpm、5.8kg·m / 3,500rpm（稀薄燃燒）
  - 44ps / 5,500rpm、5.8kg·m / 3,500rpm
  - 37ps / 5,500rpm、5.6kg·m / 3,500rpm（油電混合車）
- 渦輪增壓附中冷器
  - 64ps / 6,000rpm、9.7kg·m / 3,000rpm
  - 60ps / 6,000rpm、8.5kg·m / 3,000rpm（M-渦輪增壓）
  - 64ps / 6,500rpm、10.5kg·m / 3,500rpm（S-渦輪增壓）
  - 64ps / 6,500rpm、10.5kg·m / 3,500rpm（DI缸內直噴-渦輪增壓）
  - 64ps / 6,500rpm、10.8kg·m / 3,500rpm
  - 64ps / 6,500rpm、11.0kg·m / 3,500rpm（VVT）
  - 80ps / 7,000rpm、10.9kg·m / 3,400rpm
- CNG
  - 50ps / 6,500rpm、5.9kg·m / 3,500rpm（VVT）

車型：
- 1994年-1998年：第四代鈴木Alto Works（HA21S/HB21S型）
- 1995年-1998年：第二代鈴木Jimny（JA22型）
- 1995年-1998年：鈴木Cappuccino
- 1997年-1998年：第一代鈴木Wagon R
- 1998年-2009年：鈴木Kei
- 1998年-2014年：馬自達AZ-Offroad
- 1998年迄今：第三代鈴木Jimny（JB23型）
- 1999年-2013年：第十代鈴木Carry（DA62T/DA63T/DA65T型）
- 1999年-2013年：第三代馬自達Scrum
- 2000年-2005年：第五代鈴木Alto
- 2000年-2004年：第四代馬自達Carol
- 2001年-2003年：第二代馬自達AZ-Wagon
- 2001年-2005年：第四代鈴木Every（DA62V/DA62W型）
- 2001年-2006年：第一代鈴木MR Wagon（MF21S型）
- 2002年-2008年：第一代鈴木Alto Lapin（HE21S型）
- 2002年-2008年：馬自達Spiano
- 2003年-2005年：鈴木Twin
- 2004年-2009年：第六代鈴木Alto
- 2004年-2009年：第五代馬自達Carol
- 2006年-2009年：第五代鈴木Cervo（HG21S型）
- 2008年-2013年：鈴木Palette（MK21S型）
- 2009年-2014年：第七代鈴木Alto
- 2012年-2013年：第一代馬自達Flair Wagon

## K10A型
排氣量996c.c.的K10A型，缸徑和衝程是68.0mm×68.6mm，分成自然進氣VVT（壓縮比10.0：1）和渦輪增壓（附中冷器，壓縮比8.4：1）等二種版本，其馬力輸出為：
1. 自然進氣VVT：最大馬力70ps / 7,000rpm、扭力峰值9.0kg·m / 3,500rpm。
2. 渦輪增壓：最大馬力100ps / 6,500rpm、扭力峰值12.0kg·m / 4,000rpm。

車型：
1. 1997年-1999年：鈴木Wagon R Wide

## K10B型
K10B型的排氣量是996c.c.，缸徑與衝程為73.0mm×79.4mm，壓縮比11.0：1，透過VVT技術可輸出最大馬力68ps / 6,000rpm、扭力峰值9.2kg·m / 4,800rpm。車型：
1. 2008年迄今：鈴木Splash
2. 2008年-2014年：第一代鈴木Celerio
3. 2009年-2013年：日產Pixo
4. 2009年-2014年：馬魯蒂Zen Estilo
5. 2012年迄今：鈴木Alto K10

## K10C型

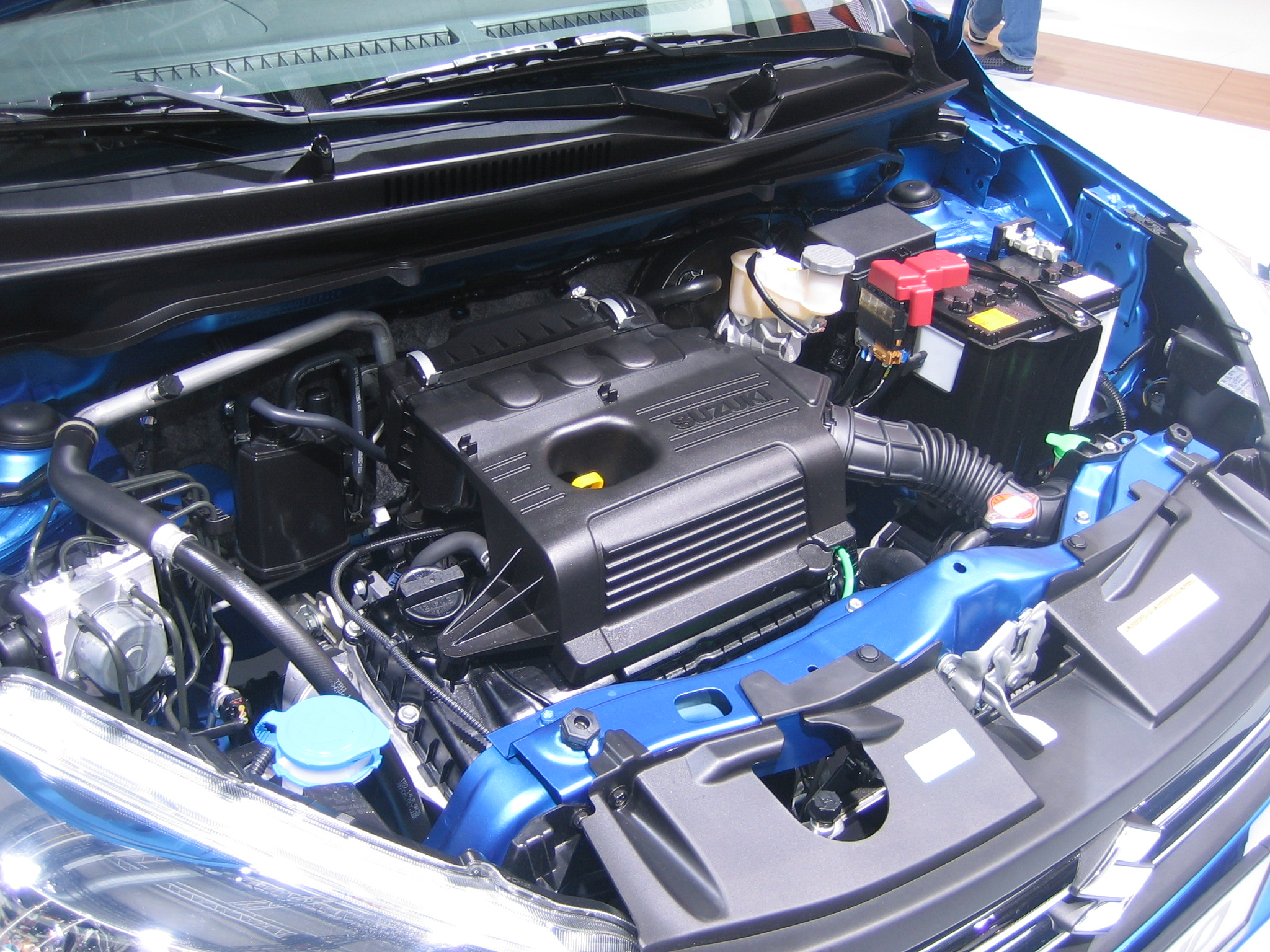
搭載於鈴木Celerio的K10C型

排氣量996c.c.的K10C型為直列三缸的構造，缸徑和衝程為73.0mm×79.4mm，壓縮比12.0：1（雙噴射系統），自然進氣版的最大馬力68ps / 6,000rpm、扭力峰值9.2kg·m / 4,800rpm；搭配中冷器的渦輪增壓版之最大馬力則為111ps / 5,500rpm、最大扭力16.3kg·m / 1,500-4,000rpm（原廠稱作「BOOSTERJET〔〕」）。車型：
1. 2014年迄今：第二代鈴木Celerio
2. 2016年迄今：鈴木Baleno
3. 2017年迄今：第四代鈴木Swift

## K12B型

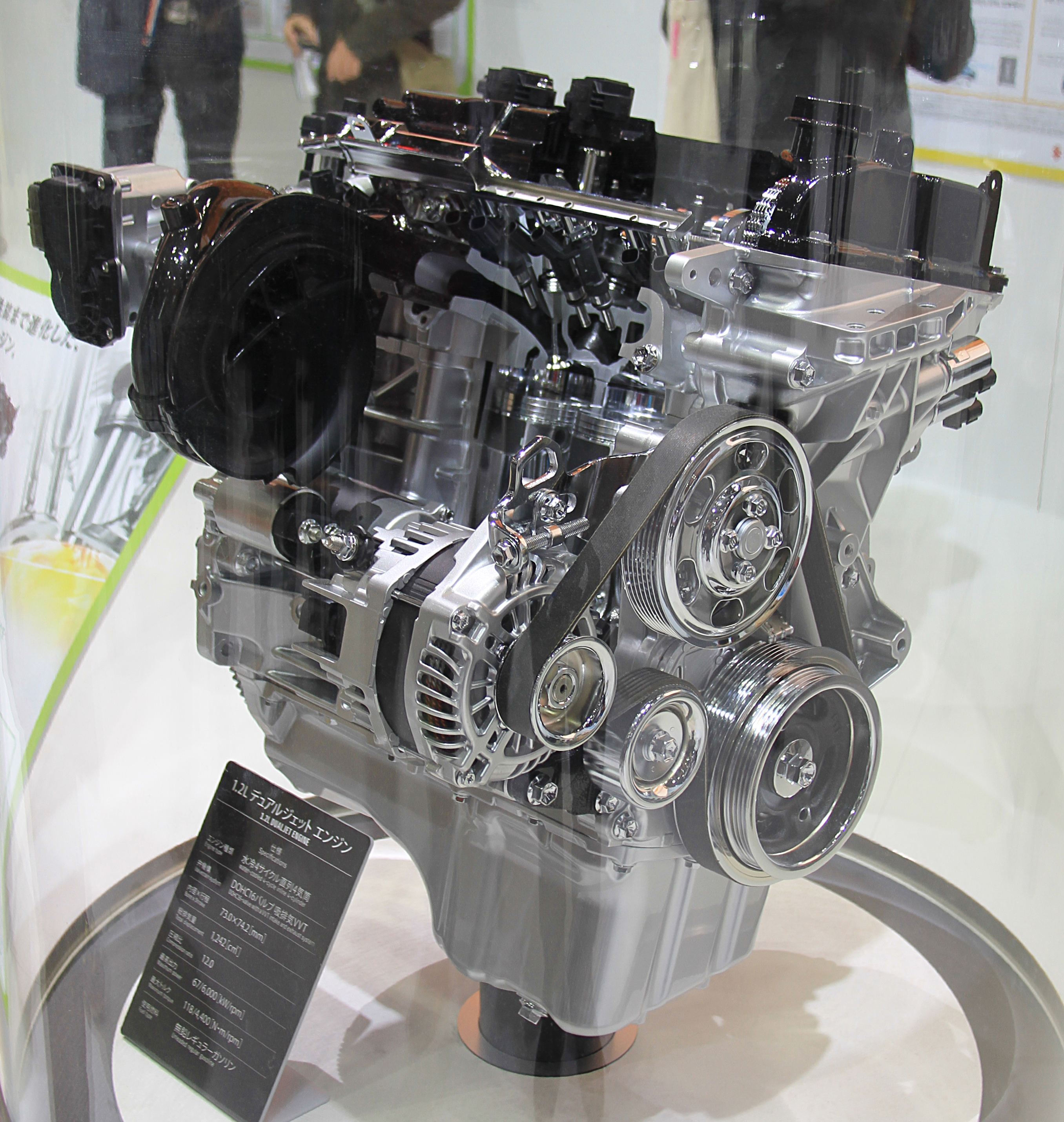
K12B Dual Jet

K12B型的排氣量是1,242c.c.，屬直列四缸之構造，缸徑73.0mm、衝程74.2mm，壓縮比11.0：1（Dual Jet雙噴射系統則為12.0：1）。按不同型式，馬力輸出可分成：
1. VVT：最大馬力90ps / 6,000rpm及最大扭力12.0kg·m / 4,400rpm
2. 進排氣VVT：最大馬力91ps / 6,000rpm及最大扭力12.0kg·m / 4,800rpm
3. 雙噴射系統：最大馬力91ps / 6,000rpm及最大扭力12.0kg·m / 4,400rpm

車型：
1. 2004年-2005年：昌河鈴木北斗星（中國，原型車為鈴木Wagon R）
2. 2007年迄今：第二、三代鈴木Swift
3. 2008年迄今：鈴木Splash
4. 2010年-2015年：第三代鈴木Solio
5. 2015年迄今：鈴木Ciaz（泰國）

## K12C型
也是直列四缸構造、排氣量1,242c.c.的K12C型，其缸徑73.0mm、衝程74.2mm，壓縮比12.5：1，採DOHC 16汽門VVT可變氣門正時的佈局，可輸出最大馬力91ps / 6,000rpm、最大扭力12.0kg・m / 4,400rpm。車型：
1. 2015年迄今：第四代鈴木Solio
2. 2016年迄今：鈴木Baleno
3. 2016年迄今：第二代鈴木Ignis
4. 2017年迄今：第四代鈴木Swift

## K14B型
排氣量1,372c.c.的K14B型直列四缸引擎乃外銷市場專用，缸徑和衝程分別是73.0mm×82.0mm，壓縮比10.0：1，在VVT可變氣門正時的加持下可輸出95ps / 6,000rpm的最大馬力、13.2kg·m / 4,000rpm的扭力峰值。此外，原廠與中國合資的昌河鈴木衍生出下列亞型：
- K14B-D型：具有VVT可變氣門正時技術，搭載於昌河鈴木北斗星，最大馬力71Kw / 6,000rpm，扭力峰值120N·m / 3,600rpm。
- K14B-F型：搭載於昌河福瑞達M50S，最大馬力71Kw / 6,000rpm，扭力峰值128N·m / 4,000rpm。
- K14B-G型：搭載於昌河鈴木利亞納及派喜，最大馬力74Kw / 6,000rpm，扭力峰值135N·m / 3,600rpm。

車型：
1. 2010年迄今：第三代鈴木Swift
2. 2010年迄今：昌河鈴木北斗星（中國，原型車為鈴木Wagon R）
3. 2010年迄今：昌河鈴木利亞納/A6（中國，原型車為鈴木Liana）
4. 2011年迄今：昌河鈴木派喜（中國，原型車為鈴木Splash）
5. 2012年迄今：鈴木Ertiga
6. 2014年迄今：鈴木Ciaz（印度、新加坡）
7. 2015年迄今：昌河福瑞達M50S

## K14C-DITC型
排氣量1,373c.c.的K14C-DITC型直列四缸引擎乃外銷市場專用，原廠稱作「booster jet」。缸徑和衝程分別是73.0mm×82.0mm，壓縮比9.9：1，在渦輪增壓與缸內直噴技術的加持下可輸出最大馬力140ps / 5,500rpm、最大扭力22.4kg·m / 1,700-4,000rpm。車型：
1. 2015年迄今：第四代鈴木Vitara
2. 2017年-2021年：第二代鈴木SX4
3. 2017年迄今：第四代鈴木Swift Sport

## K15B型
排氣量1,462c.c.、採DOHC構造的K15B型直列四缸引擎乃外銷市場專用，缸徑和衝程分別是74.0mm×85.0mm，壓縮比10.5：1，在VVT可變氣門正時的加持下可輸出104.7ps / 6,000rpm的最大馬力、138N·m / 4,400rpm的扭力峰值。車型：
1. 2018年迄今：第二代鈴木Ertiga、鈴木Jimny(第四代）

## 內部連結
- 鈴木引擎列表

## 外部連結
- （日語）スズキ：K6A型エンジン
- （日語）スズキ：K10A型エンジン
- （日語）スズキ：K12B型エンジン （页面存档备份，存于）